# Memoria OP 44
La Memoria OP 44, dite aussi Memoria Roatta du nom du général Mario Roatta, est un document émis le 2 septembre 1943 par le Commandement suprême italien devant l'imminence de l'armistice de Cassibile, pendant la Seconde Guerre mondiale.

## Descriptif
Le document mémoire contenait des dispositions à l'attention des commandements supérieurs des forces armées italiennes concernant l'attitude à adopter envers les forces allemandes qui, comme conséquence de l'armistice de Cassibile, d' « alliées » se retrouveraient « ennemies ». 
La note a été diffusée en un nombre limité d'exemplaires et était destinée aux commandements : commandements territoriaux, commandement d'armée en territoire italien, chefs d'état-major des trois armes. Le sigle OP est l'abréviation de (en italien : Ordine Pubblico) (ordre public). 
Il ne reste aucune copie de cette note car selon les témoignages «... l'officier supérieur qui la portait ordonnait de la brûler aussitôt lue, excepté la dernière page, signée comme reçu,.
Le document ne contenait pas d'instructions précises mais uniquement des rappels usuels comme la résistance armée si les troupes allemandes tenteraient de désarmer les troupes ou prendre les installations militaires italiennes.
L'initiative de la conduite à tenir était laissée à la discrétion des commandants de chaque corps d’armée, souvent des officiers de haut rang ou des subalternes, qui se trouvaient soudainement confrontés aux ultimatums allemands demandant la dissolution des corps d'armée, la cession des armes, du matériel et des équipements.